# Antonino Votto
Antonino Votto (30 de Outubro de 1896 - 9 de Setembro de 1985) foi um maestro italiano. Votto tem uma extensa lista de gravações com o La Scala que aconteceram durante a década de 1950, realizadas com a gravadora EMI. Algumas dessas gravações foram feitas com a célebre soprano Maria Callas, com quem gravou Un Ballo in Maschera de Verdi, La Bohème de Puccini, La sonnambula de Bellini e La Gioconda de Ponchielli.